# گارث باتلر
گارث باتلر (انگلیسی: Garth Butler; ۷ فوریهٔ ۱۹۲۳ – ۱۳ ژوئیهٔ ۱۹۹۵) بازیکن فوتبال اهل بریتانیا بود.
از باشگاه‌هایی که در آن بازی کرده‌است می‌توان به باشگاه فوتبال پورت ویل اشاره کرد.